# Інститут сучасного мистецтва (Мідлсбро)
Інститут сучасного мистецтва в Мідлсбро (англ. Middlesbrough Institute of Modern Art скор. MIMA) — художня галерея в центрі Мідлсбро, графство Норт-Йоркшир, Англія, присвячена сучасному мистецтву.
Галерея була офіційно відкрита в неділю 27 січня 2007 року. В даний час вона працює в партнерстві з Університетом Тиссайда.

## Історія і діяльність
Відкриття художньої галереї в Мідлсбро ознаменувало собою завершення періоду накопичення колекції творів мистецтва міста. Рання мистецька спадщина такого досить молодого міста, як Мідлсбро, багато в чому грунтувалася на успіх десятирічного існування художнього глиняного посуду Linthorpe Art Pottery (1879—1889), заснованого Крістофером Дрессером. У 1870 році була відкрита школа Northern School of Art, що знаходиться поруч з інститутом Mechanics 'Institute, в 1950-х роках перенесена в Linthorpe. Культурна складова Мідлсбро була наповнена також Клівлендським міжнародним бієнале (Cleveland International Drawing Biennale), який припинив своє існування в 1990-х роках.
Місце для першої художньої галереї міста надав батько мера — сер Артуром Дорманом ще в 1904 році. Через недостатність фінансування і початок Першої світової війни на цьому місці був створений тільки парк. Міська колекція картин з 1927 року розміщувалася в бібліотеці Карнеґі і в церкві Grange Road Methodist Church. У 1957 році муніципалітет придбав колишню хірургічну клініку на Linthorpe Road, але через відсутність фінансування її будівля була звільнена тільки в 2003 році цю будівлю було звільнено. В цей період часу в колишньому Клівлендському ремісничому центрі (Cleveland Crafts Centre) зберігалася колекція британської кераміки двадцятого століття, а також ювелірні вироби, виготовлені художниками починаючи з 1970-х років. Як виставковий центр був закритий в січні 2003 року.

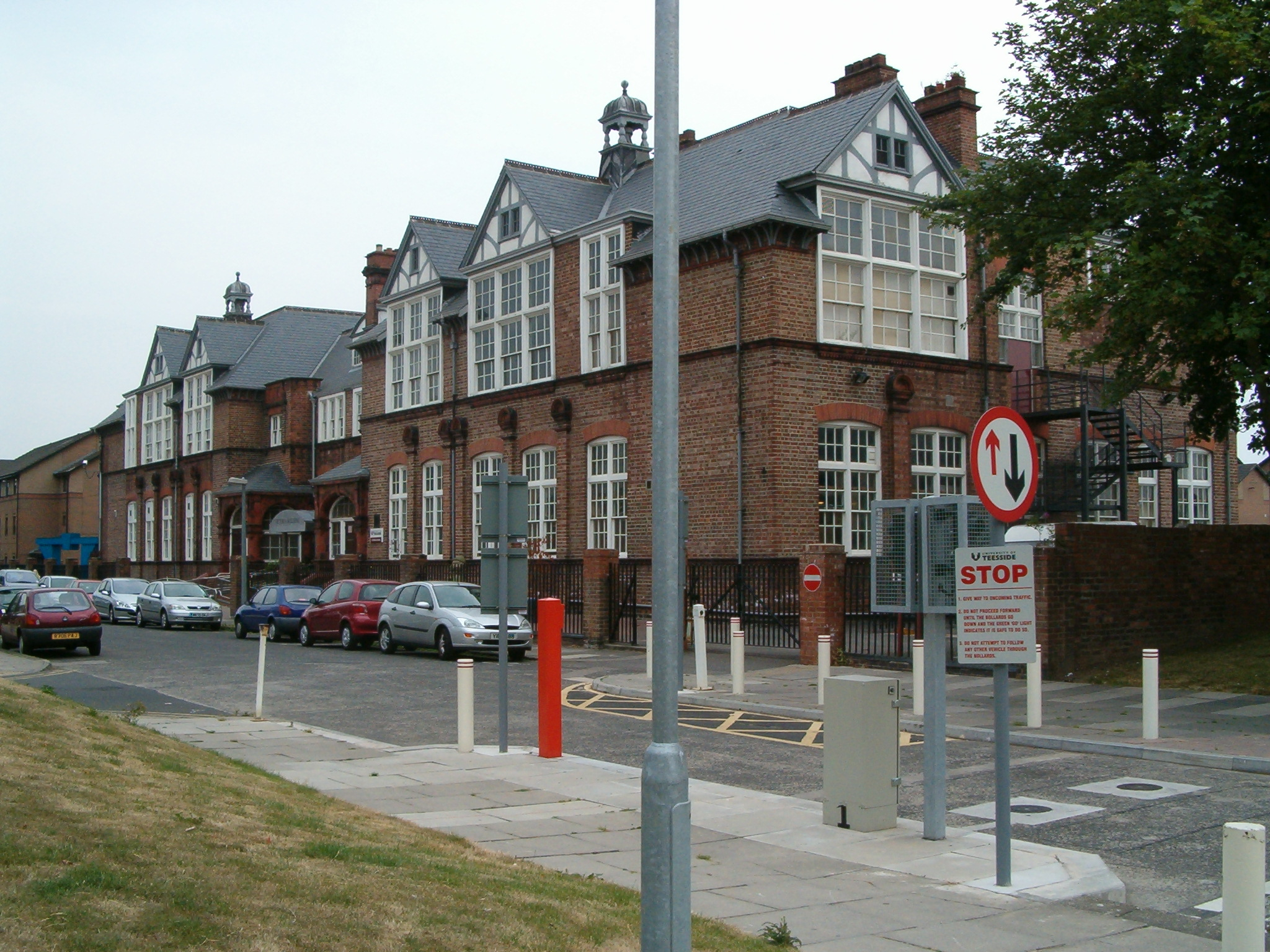
Cleveland Crafts Centre

У 2004 році було розпочато будівництво нинішнього будинку Інституту сучасного мистецтва, яке включає галерейні приміщення, навчальний зал, аудиторію, кафе-бар, магазин, терасу на даху, сховище і приміщення для консервації. Проект будівлі був розроблений архітектором Еріком ван Егераатом (Erick van Egeraat) з Associated Architect. Поки велося будівництво, музей провів серію виїзних виставок і заходів, в яких брали участь такі художники і музиканти, як Джон Харрісон (John F Harrison), Мах Рана (Mah Rana), Пол Вуд (Paul Wood [Архівовано 30 вересня 2019 у Wayback Machine.]), Сьюзан жорстка ( Susan Pietzsch [Архівовано 30 вересня 2019 у Wayback Machine.]), Юка Ояма (Yuka Oyama [Архівовано 30 вересня 2019 у Wayback Machine.]), Грем Долфін (Graham Dolphin [Архівовано 31 березня 2022 у Wayback Machine.]), Олівер Цвінк (Oliver Zwink [Архівовано 4 серпня 2020 у Wayback Machine.]), Chicks on Speed, Мартін Крід.

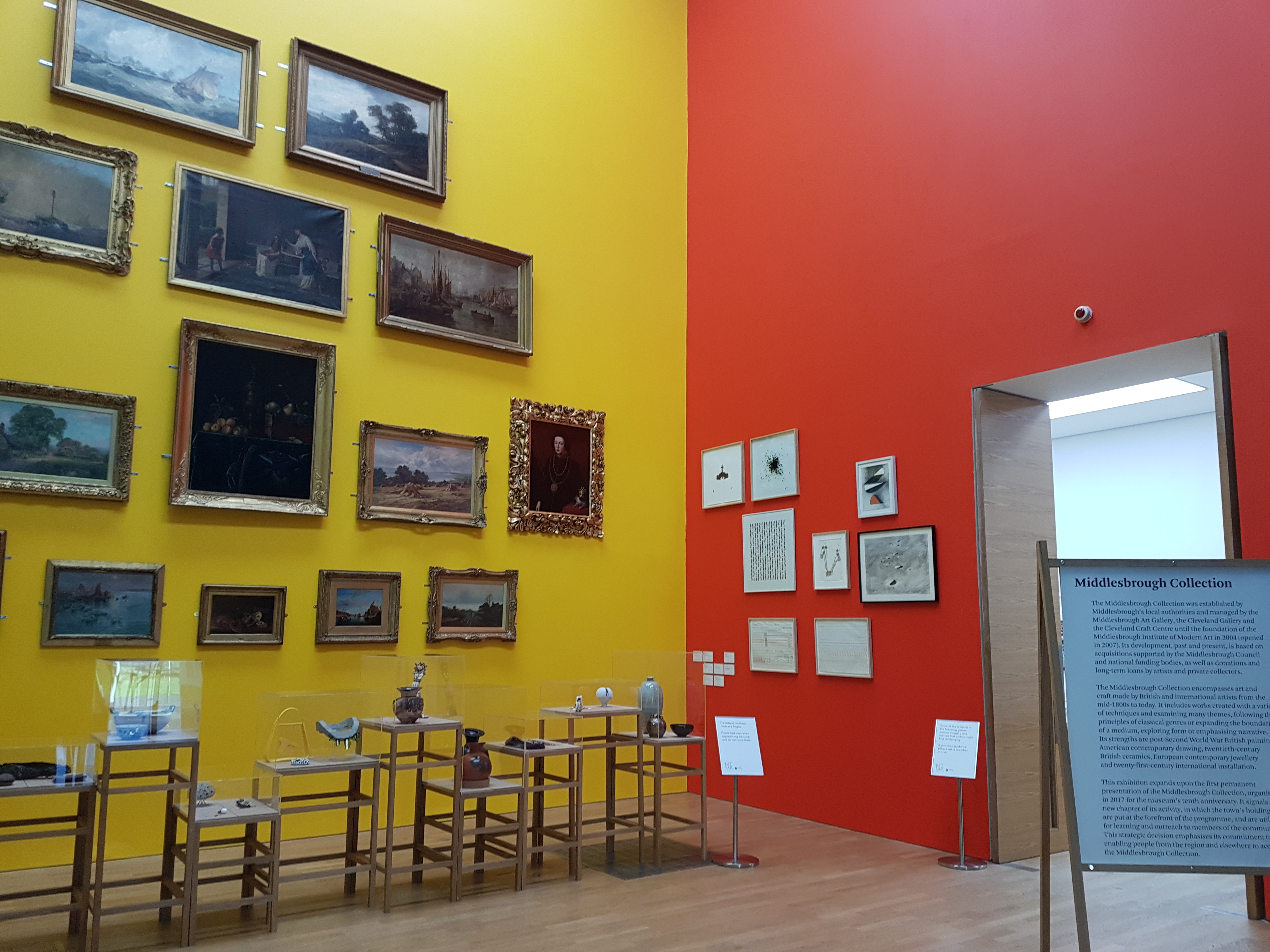
Один із залів

Директором-засновником Інституту сучасного мистецтва був Годфрі Уорсдейл (Godfrey Worsdale), який пішов в 2008 році, щоб стати директором Балтійського центру сучасного мистецтва. Його змінив Кейт Бріндлі (Kate Brindley), до цього був директором Музеїв і галерей в Брістольській міській раді. Нинішній директор — Алістер Хадсон (Alistair Hudson), раніше заступник директора Grizedale Arts, став директором інституту в 2014 році. Алістер Хадсон є співдиректором Asociación de Arte Útil, і в даний час він реалізує концепцію перетворення Інституту сучасного мистецтва Мідлсбро в цивільний інститут, який просуває мистецтво як інструмент соціальних змін.
Постійна колекція музею, що почалася з 1900-х років, містить твори Френка Ауербаха, Бена Ніколсона, Стенлі Спенсера, Елізабет Блекеддер, Кен Каррі, Кетрін Плейделл-Бувері, Гвен Джон, Елізабет Фрінк, Едуардо Паолоцці, Кари Уокер, Пітера Хаусона, Адріани Пайпер, Ненсі Сперо, Девіда Бомберга, Лоуренса Лаурі, Люсі Рі і багатьох інших.